# Hateruma-jima
Hateruma (波照間島, Hateruma-jima) est une île de l'archipel des Îles Yaeyama au sud-ouest du Japon, faisant partie de l'archipel Sakishima, avec les îles Miyako à l'est et les îles Senkaku plus au nord, et donc de l'archipel Ryūkyū.

## Géographie
Dépendant administrativement du bourg de Taketomi dans la préfecture d'Okinawa, Hateruma est située au sud d'Iriomote-jima. Elle est l'île habitée la plus méridionale du Japon. Sa localisation en fait l'un des rares lieux du Japon où la Croix du Sud peut être observée.
Faite de corail, Hateruma a une population d'approximativement 600 habitants et une superficie de 12,7 km2.
Les principaux produits de l'île sont la canne à sucre, le sucre raffiné, et l'awanami, une variété très prisée de la boisson alcoolisée awamori.

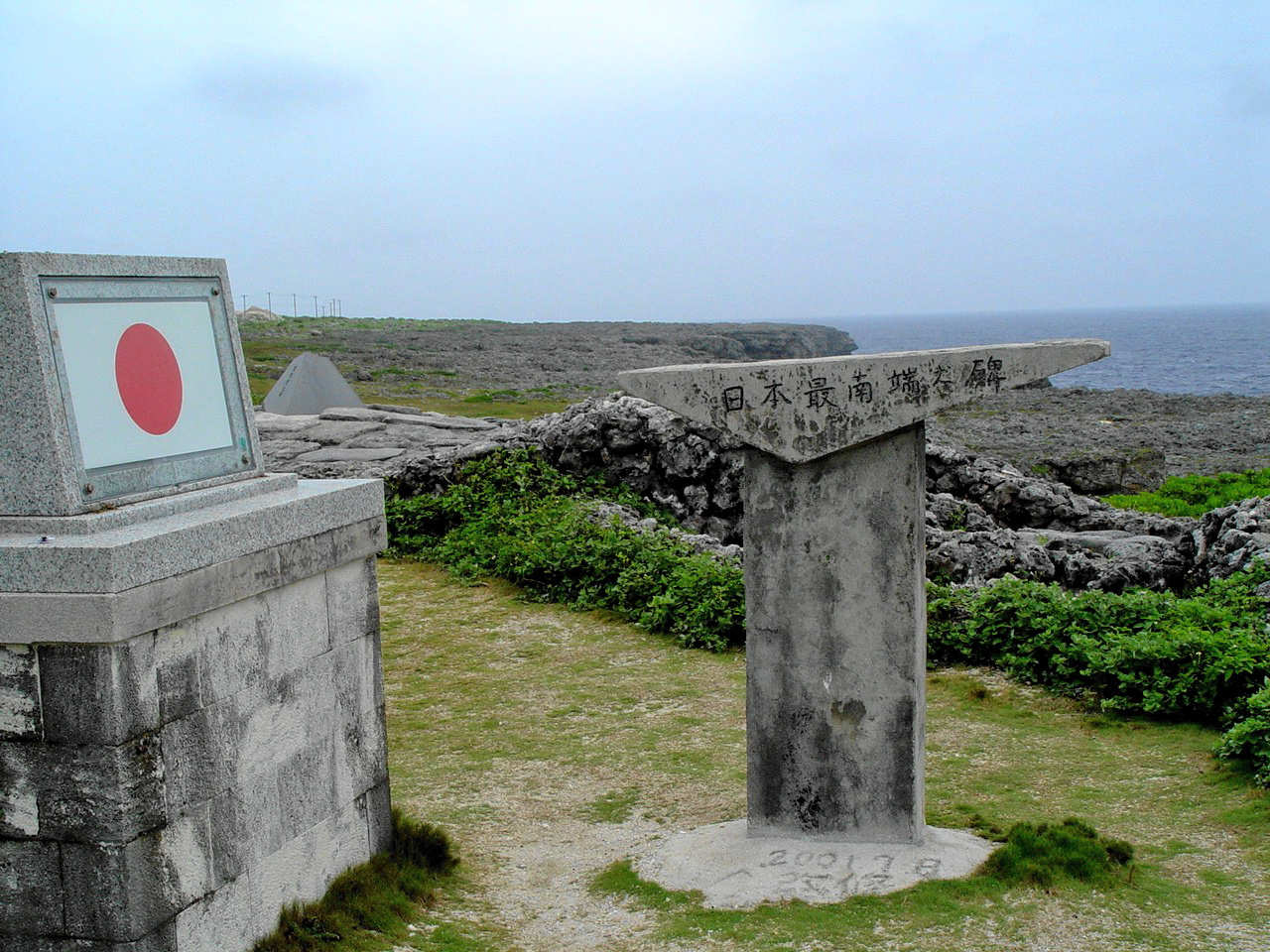
Monument au point le plus méridional du Japon.
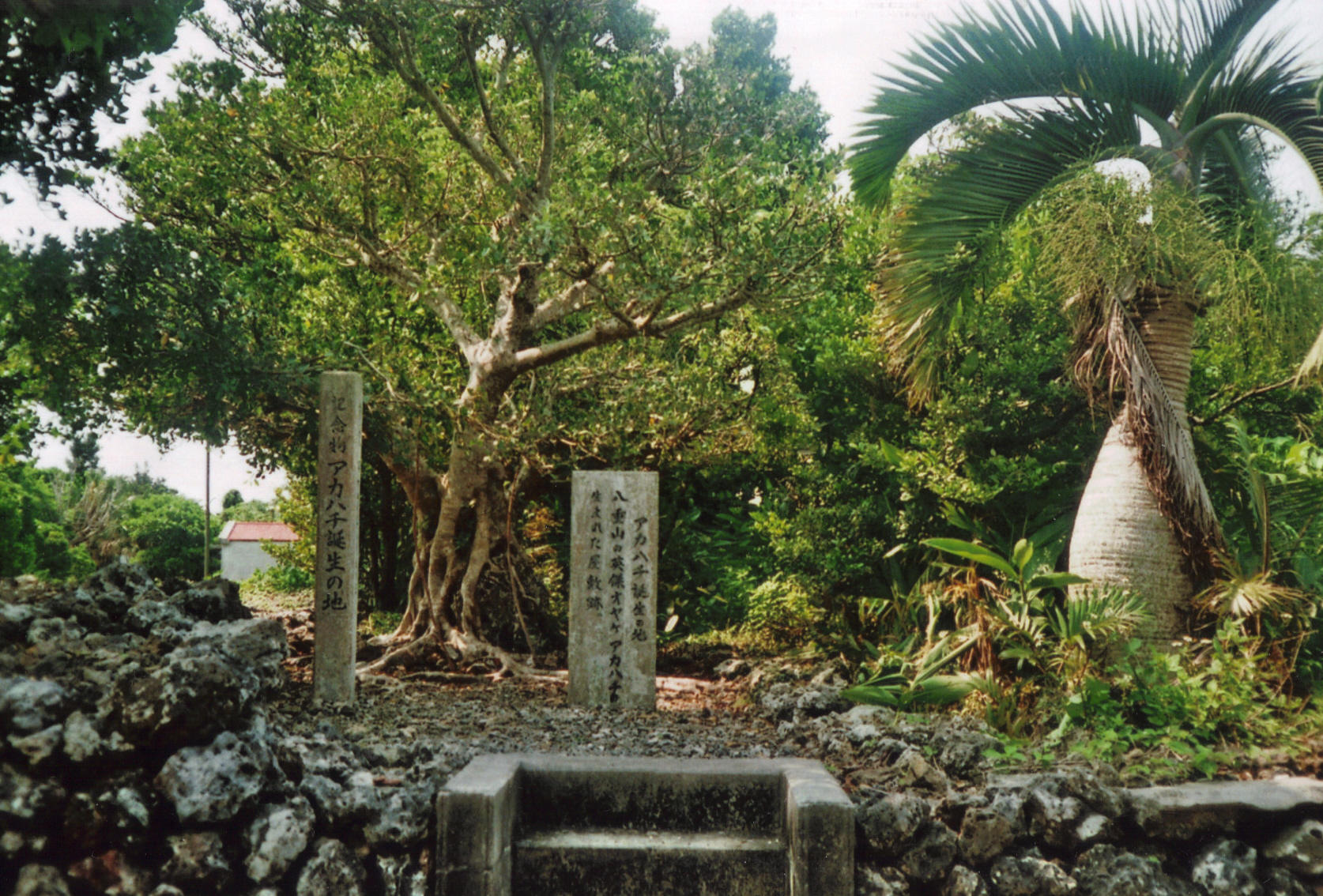
Mémorial d'Oyake Akahachi à Hateruma.